# Dumbrăvița (okręg Alba)
Dumbrăvița – wieś w Rumunii, w okręgu Alba, w gminie Ceru-Băcăinți. W 2011 roku liczyła 37 mieszkańców.